# ريد غارلاند
ريد غارلاند (بالإنجليزية: Red Garland)‏ هو عازف جاز وعازف بيانو أمريكي، ولد في 13 مايو 1923 في دالاس في الولايات المتحدة، وتوفي بنفس المكان في 23 أبريل 1984 بسبب نوبة قلبية.

## وصلات خارجية
- ريد غارلاند على موقع IMDb (الإنجليزية)
- ريد غارلاند على موقع ميوزك برينز (الإنجليزية)
- ريد غارلاند على موقع أول ميوزيك (الإنجليزية)
- ريد غارلاند على موقع ديسكوغز (الإنجليزية)